# Air Selumar
Air Selumar is een bestuurslaag in het regentschap Belitung van de provincie Bangka-Belitung, Indonesië. Air Selumar telt 2628 inwoners (volkstelling 2010).